# 恋人たちのパレード
『恋人たちのパレード』（こいびとたちのパレード、原題: Water for Elephants）は、2011年のアメリカ映画。サラ・グルーエンの歴史小説『サーカス象に水を』を原作としている。

## あらすじ
ある晩、サーカス団のチャーリーは、テントの前に立ち尽くす一人の老人を招きいれる。ウイスキーを手にした老人は問わず語りに語り始めたが、その内容はサーカスの世界で伝説として伝わるある事件についてだった。
1931年、大恐慌のアメリカ。ポーランド移民のジェイコブは、名門コーネル大学獣医学部の卒業試験に臨むが、試験開始直前に呼び出しを受け、両親が交通事故で死んだことを知る。両親は学費のために家や財産を抵当に入れており、彼は無一文になってしまった。すべてを失った思いのジェイコブは着の身着のまま偶然通りかかった列車に潜り込むが、それはベンジーニ・ブラザーズ・サーカスの移動列車だった。
ジェイコブは、曲芸馬を操る一座の花形曲芸師、マーリーナの姿に強く惹かれ、同時にその白い馬が故障していることを一目で見抜く。しかし、マーリーナの夫で団長のオーガストはあくまでも馬を使い倒そうとする。オーガストの命令に反して安楽死を強行するジェイコブ。白馬はマーリーナに抱かれて死に、二人の間に心が通う。
ジェイコブはサーカス団に雇われる。オーガストが「専属獣医がいるサーカス団」というステイタスを求めたからだ。オーガストはすべてを一存で決める団の絶対的な支配者だった。大恐慌のさなか、サーカス団の経営も思うようにならず、オーガストは不要な団員を移動列車から突き落とすという残酷な方法で放逐していった。
オーガストが起死回生の手段として選んだのは、曲芸象をサーカスの目玉にすることだった。そして大金を投じて象のロージーを購入。しかしロージーはオーガストの命令を聞かず、激高したオーガストはロージーを虐待する。
ロージーを労わるジェイコブは、ポーランド語で敬意をもって話しかけてみる。そうすると、ロージーが驚くほどの知性を発揮することがわかった。ロージーとマーリーナの曲芸は大人気を呼び、サーカス団に成功をもたらす。その祝賀の席で、ジェイコブはオーガストに隠れてマーリーナとキスを交わし、マーリーナの生い立ちとオーガストの妻になった経緯を知る。
オーガストの支配から逃れたいマーリーナとジェイコブは駆け落ちをするが、すぐに見つかり、サーカス団に戻される。そんななか、ジェイコブの先輩でなにかと面倒を見てくれていた下働きのキャメルが、似非アルコール摂取の弊害で足が動かなくなってしまう。それは列車から放り出されることを意味していた。
サーカスの主役となったロージー。そしてロージーを操るマーリーナ。満員の観客たちの拍手喝采。盛り上がる公演だったが一転、大混乱に陥る。猛獣たちが檻から逃げ出したのだ。キャメルが殺されたことに復讐するための団員たちの仕業だった。混乱のさなか、自暴自棄になったオーガストはマーリーナとジェイコブを殺そうとするが、それを救ったのはロージーの知性だった。ロージーはその長い鼻を使って杭を引き抜き、オーガストを串刺しにし、マーリーナとジェイコブは難を逃れる。

冒頭の老人は年老いたジェイコブだった。彼は、自分とマーリーナ、そしてロージーの「その後」を語るのだった。二人は結婚し、ロージーとともに幸せに暮らしてきた、と。

## キャスト
| 役名                                   | 俳優                             | 日本語吹替 |
| -------------------------------------- | -------------------------------- | ---------- |
| マーリーナ・ローゼンブルース           | リース・ウィザースプーン         | 園崎未恵   |
| ジェイコブ・ジャンコウスキー           | ロバート・パティンソン           | 内田夕夜   |
| オーガスト・ローゼンブルース           | クリストフ・ヴァルツ             | 内田直哉   |
| ジェイコブ・ジャンコウスキー（老年期） | ハル・ホルブルック               | 石森達幸   |
| チャーリー・オブライエン               | ポール・シュナイダー             | 一条和矢   |
| キャメル                               | ジム・ノートン                   | 小川隆市   |
| キンコ／ウォルター                     | マーク・ポヴィネッリ             | 吉野裕行   |
| グラディ                               | リチャード・ブレイク             |            |
| ウェイド                               | スティーヴン・モンロー・テイラー |            |
| アール                                 | ケン・フォリー                   |            |
| ブラッキー                             | スコット・マクドナルド           |            |
| ロージーの世話人                       | ジェームズ・フレイン             |            |

- その他の声の吹き替え：白熊寛嗣／武虎／岩崎正寛／玉野井直樹／山口りゅう／まさきせい／別井友美／鳥羽優子

## 評価
レビュー・アグリゲーターのRotten Tomatoesでは198件のレビューで支持率は60%、平均点は6.10/10となった。Metacriticでは32件のレビューを基に加重平均値が52/100となった。